# Sanabares
Sanabares was een Parthische tegenkoning van ca. 50 tot 65.
In literaire historische bronnen wordt Sanabares niet genoemd, maar uit zijn munten blijkt dat hij tussen ca. 50 en 65 regeerde vanuit Merv. Uit het feit dat hij ook in Nisa munten liet slaan, valt op te maken dat deze stad eveneens tot zijn machtsgebied behoorde.
Uit Sanabares' regeringsperiode valt op te maken dat hij regeerde tegenover Gotarzes II (tot 51), Vonones II (51), Vologases I (51-78) en Vardanes II (55-58).
Rond 80 na Chr. regeerde er in het Indo-Parthische Koninkrijk (tussen India en Parthië) eveneens een koning Sanabares. Het is mogelijk dat dit dezelfde persoon of een zoon is van de Parthische tegenkoning.